# Рэндалл, Киккан
Киккан Рэндалл (англ. Kikkan Randall, род. 31 декабря 1982, Солт-Лейк-Сити) — американская лыжница, олимпийская чемпионка 2018 года в командном спринте, чемпионка мира 2013 года, трёхкратная обладательница спринтерского кубка мира (2012, 2013 и 2014). Специализируется в спринте.

## Карьера
В Кубке мира Рэндалл дебютировала в 2005 году, в декабре 2007 года одержала свою первую победу на этапе Кубка мира в спринте.
На Олимпиаде-2002 в Солт-Лейк-Сити, приняла участие в двух гонках: спринт — 44-е место, гонка преследования — 60-е место.
На Олимпиаде-2006 в Турине, показала следующие результаты: спринт — 9-е место, командный спринт — 10-е место, 10 км классикой — 53-е место, эстафета — 14-е место.
На Олимпиаде-2010 в Ванкувере, показала следующие результаты: спринт — 8-е место, командный спринт — 6-е место, масс-старт 30 км — 24-е место, эстафета — 11-е место.
За свою карьеру принимала участие в семи чемпионатах мира, завоевала серебро в спринте на чемпионате-2009 в чешском Либереце, золото в командном спринте на чемпионате-2013 в итальянском Валь-ди-Фьемме.
Использует лыжи производства фирмы Fischer, ботинки и крепления Salomon.
Замужем за канадским лыжником Джефом Эллисом Jeff Ellis. Живёт в Анкоридже, штат Аляска.
Сезон 2012/13 провела для себя удачно. Выиграла золото на чемпионате 2013 в командной гонке вместе с Джессикой Диггинс, также выиграла спринтерскую программу в этом сезоне и обеспечила себе 3 место в общем зачёте.

## Личная жизнь
С 16 мая 2008 года Киккан замужем за бывшим лыжным гонщиком Джеффом Эллисом. У супругов есть сын — Брек Стюарт Эллис (род. 14.04.2016).
В апреле 2008 года ей был поставлен диагноз Фактор V Лейдена, мутация одного из факторов свертывания крови, после двух госпитализаций из-за сгустков крови в левой ноге.
В апреле 2018 года Рэндалл был поставлен диагноз рак молочной железы. Она объявила о своём диагнозе в июле того же года в своих социальных сетях, а также о своих планах вернуться в Анкоридж, чтобы пройти курс химиотерапии.

## Кубки мира
- Спринт — 1 раз: 2011/12,2012/13